# Diego Ribero
Diego Ribero († 1533) fou un cartògraf i explorador espanyol d'origen portuguès.

## Biografia

El gran mapa de Diego Ribero, 1529

Ribero va començar a treballar per Carles el 1518 com a cartògraf de la Casa de Contractació de Sevilla. Va adquirir la nacionalitat espanyola el 1519, també l'elaboració dels mapes utilitzats en la primera circumnavegació de la Terra.
El 10 de gener 1523 va ser nomenat cosmògraf reial i va dominar l'art de la creació de mapes, astrolabis i altres instruments. Al final va substituir Sebastià Cabot com primer cartògraf de la Casa de Contractació, quan aquest va partir en un viatge de descoberta. Cabot va publicar el seu primer mapa el 1544. El 1524 Ribero va formar part de la delegació espanyola present a la  Conferència de Badajoz, constituïda per resoldre la disputa hispanoportuguesa sobre si les illes Filipines queien del costat espanyol o portuguès de la divisió hemisfèrica acordada en el Tractat de Tordesillas. El 1527 Ribero va completar el Padró Reial, el mapa espanyol oficial (i secret) utilitzat com a plantilla per als mapes que portaven tots els vaixells espanyols. És considerat el primer mapa científic mundial.
El 1531, va inventar una bomba d'aigua de bronze capaç de bombar deu vegades més ràpidament que models anteriors.
Diego Ribero va morir el 1533

## El primer mapa del món científic

Mapa del Món de Diego Ribero, 1527

El treball principal de Ribero va ser el Padró Reial de 1527. Hi ha 6 còpies atribuïdes a Ribero, les quals s'exhibeixen a la Gran Biblioteca Ducal de Weimar (Mundus Novus de 1527) i a la Biblioteca Vaticana, al Vaticà ( Mapa Propaganda ), és el primer mapamundi basat en observacions empíriques de latitud. Està fortament influenciat per la informació recollida durant el viatge de Magalhaes i Juan Sebastián Elcano.
El mapa mostra clarament la costa d'Amèrica Central i Amèrica del Sud, no apareixen en el mapa ni Austràlia ni l'Antàrtida, i el subcontinent indi és massa petit. El mapa mostra, per primera vegada el veritable abast de l'oceà Pacífic. Veiem també, per primera vegada, la costa d'Amèrica del Nord en una sola peça (probablement a causa de la informació rebuda després de l'exploració d'Esteban Gómez de 1525). Es veuen en el mapa els límits establerts pel Tractat de Tordesillas.